# الیکایی خیزرانی خالدار
الیکایی خیزرانی خالدار (نام علمی: Psilorhamphus guttatus) گونه‌ای از پرنده گنجشک‌سانان در تیرهٔ تپلکان (Rhinocryptidae) است. این تنها گونه‌ای است که در سردهٔ Psilorhamphus جای دارد. این پرنده در جنوب شرقی برزیل، شمال شرقی آرژانتین و احتمالاً پاراگوئه یافت می‌شود.
الیکایی خیزرانی خالدار از نظر ژنتیکی بیشترین خویشاوندی را با تپلک سینه‌زنگاری (Liosceles thoracicus) دارد.